# Ржавка (Оренбургская область)
Ржавка — село в Новосергиевском районе Оренбургской области России. Входит в состав Мустаевского сельсовета.

## География
Село находится на западе центральной части Оренбургской области, в пределах возвышенности Общий Сырт, в степной зоне, на правом берегу реки Киндели, на расстоянии примерно 28 километров (по прямой) к юго-юго-западу (SSW) от Новосергиевки, административного центра района. Абсолютная высота — 90 метров над уровнем моря.
Климат
Климат характеризуется как резко континентальный с продолжительной морозной зимой и относительно коротким жарким сухим летом. Среднегодовая температура составляет 4,5 °C. Средняя температура воздуха самого тёплого месяца (июля) — 21,5 °C (абсолютный максимум — 42 °C); самого холодного (января) — −15 °C (абсолютный минимум — −44 °C). Безморозный период длится около 145 дней. Среднегодовое количество атмосферных осадков составляет 350—400 мм, из которых 221 мм выпадает в тёплый период. Продолжительность снежного покрова составляет 139—140 дней.
Часовой пояс
Село Ржавка, как и вся Оренбургская область, находится в часовой зоне МСК+2. Смещение применяемого времени относительно UTC составляет +5:00.

## История
Возникло как казачий хутор Ржавский на землях Илецкой станицы Уральского казачьего войска (УКВ). В ревизской сказке УКВ за 1834 г. этот хутор не упомянут. В книге А. Рябинина «Уральское казачье войско», написанной к апрелю 1865 г., он отмечен в составе Студеновской станицы . Следовательно, хутор Ржавский возник в промежуток между 1834 и 1865 гг. Позднее (с 1880-х гг.) хутор Ржавский обозначается как поселок Ржавский в составе Мустаевской станицы (в номерах газеты «Уральские войсковые ведомости»). 
Согласно А. Рябинину хутор находится при устье реки Ржавка . Скорее всего свое название Ржавский получил по этой реке. 
На 1913 г. большинство населения поселка относилось к войсковому сословию – 86 дворов (408 человек обоего пола); невойсковое сословие – 1 двор (34 человека обоего пола) . Среди казачьих фамилий в XIX – начале XX вв. встречаются: Агафонов, Березовсков, Исаичевы, Корнеевы, Крыловы, Портновы, Солдатовы, Стряпшев, Торбины.
В поселке Ржавском существовало войсковое начальное училище.

## Население
| 2010 |
| ---- |
| 246  |

Половой состав
По данным Всероссийской переписи населения 2010 года в половой структуре населения мужчины составляли 48,8 %, женщины — соответственно 51,2 %.
Национальный состав
Согласно результатам переписи 2002 года, в национальной структуре населения русские составляли 73 % из 306 чел.

## Известные уроженцы
Сорокин, Павел Васильевич (1919–1943) – Герой Советского Союза.